# Ambroise-Jean Hardy de Lévaré
Pour les articles homonymes, voir Hardy.
Ambroise-Jean Hardy de Lévaré, né le 14 août 1700 et mort le 7 mai 1780 à Laval, est un homme politique français, magistrat et maire de Laval, membre de la famille Hardy.

## Biographie

### Famille
Sieur de Lévaré, il est le fils de René Hardy de Lévaré, sieur de Lévaré, et de Marguerite Frin. Il est l'époux de Renée-Julienne Martin de la Blanchardière. Treize enfants sont issus de ce mariage dont René Hardy de Lévaré, sieur de la Coudre (1738-1815).

### Maire de Laval en 1737
Il est juge de police à Laval (1723-1727) et avocat au parlement. Il est installé maire de Laval à la place de son père René Hardy de Lévaré le 22 février 1723 et destitué le 14 août 1727. On lui reprochait de défendre ses droits de police avec trop de fermeté contre les prétentions du duc de La Trémoille.
Il est nommé procureur du Roi, par nomination du 30 décembre 1737.

### Maire de Laval en 1747
Un arrêt du Conseil du roi de France du 7 mai 1747 réunit les offices aux communautés des villes, c'est-à-dire qui remet aux habitants l'élection du magistrat chargé de leurs intérêts. L'élection du maire cause dans la ville de grands mouvements, pour empêcher le premier juge du siège ordinaire d'être nommé : il s'agissait de René Pichot de la Graverie, dont la duchesse de la Témoille avait fait connaître combien elle désirait qu'il soit élu. 
L'assemblée du 16 juin 1747 choisit Ambroise-Jean Hardy de Lévaré pour maire électif, et écarte La Graverie. Ces fonctions étant triennales, son mandat est prorogé par l'assemblée du 31 décembre 1750, puis par celle du 31 décembre 1753,, puis par celle du 31 décembre 1756.  Il arrive pendant son mandat à bout de faire cesser la taille et d'abolir le tarif.
« Au cours des exercices de Mr de Lévaré, la ville de Laval a été considérablement augmentée de places publiques, de nouvelles fontaines construites, l'acquisition de l'Hôtel de Ville. Par ses soins, lors d'une extrême disette, on fit venir 9214 tonneaux de grains de la ville de Nantes. »
Léon Foureau, juge civil, lui succède comme maire de Laval en 1759.